# Гарви, Элизабет
Элизабет Гарви (англ. Elizabeth Garvie, 1957 Бристоль) — британская актриса, известная благодаря роли Элизабет Беннет в телевизионной экранизации произведения «Гордость и предубеждение» английской писательницы Джейн Остин, снятый телеканалом BBC в 1980 году.
Элизабет Гарви появляется в ТВ-шоу и фильмах, начиная с 1980 года.
Была замужем за актёром Антоном Роджерсом. Имеет трех детей.

## Фильмография
| Год  |     | Русское название             | Оригинальное название                | Роль                   |
| ---- | --- | ---------------------------- | ------------------------------------ | ---------------------- |
| 1980 | с   | Гордость и предубеждение     | Pride and Prejudice                  | Элизабет Беннет        |
| 1981 | тф  | Хороший солдат               | The Good Soldier                     | Нэнси Раффорд          |
| 1982 | с   | —                            | Something in Disguise                | Лиз                    |
| 1982 | с   | Час Агаты Кристи             | The Agatha Christie Hour             | Джейн Кливленд         |
| 1983 | тф  | —                            | The Case of the Frightened Lady      | Эйсла Крейн            |
| 1986 | с   | Сценарий                     | Screenplay                           | Софи Уэбер             |
| 1991 | с   | —                            | Shrinks                              | Бет Майерс             |
| 1992 | ф   | Заложник                     | Hostage                              | Мэри Ренни             |
| 1992 | с   | Дом сестер Эллиотт           | The House of Eliott                  | леди Элизабет Монтфорд |
| 1992 | тф  | Мисс Марпл: Зеркало треснуло | The Mirror Crack’d from Side to Side | Элла Зелински          |
| 1993 | тф  | Диана: Её подлинная история  | Diana: Her True Story                | Камилла Паркер-Боулз   |
| 1997 | тф  | Джейн Эйр                    | Jane Eyre                            | Диана Риверс           |
| 1997 | с   | —                            | Alas Smith & Jones                   | неизвестно             |
| 1998 | тф  | Кровные узы: Наследие лорда  | Bloodlines: Legacy of a Lord         | Вероника Лукан         |
| 1999 | с   | Убийства в Мидсомере         | Midsomer Murders                     | Мюриэл Саксби          |
| 2008 | кор | —                            | Baghdad Express                      | интервьюер             |

## Ссылка
- Гарви, Элизабет (англ.) на сайте Internet Movie Database